# ۱۰۷۳ (قمری)
۱۰۷۳ (قمری)، هزار و هفتاد و سومین سال در گاهشماری هجری قمری است. اول محرم این سال برابر با شانزدهم اوت سال ۱۶۶۲ میلادی است.